# إكستنشن غانرز
إكستنشن غانرز الرياضي (بالإنجليزية: Extension Gunners FC)‏ هو نادي كرة قدم يقع مقره في لوباتسي، بوتسوانا، يلعب في دوري بوتسوانا الممتاز. أُسس النادي في عام 1962، ويعتبر أحد أكبر أندية كرة القدم في بوتسوانا.